# Paola Díaz
Paola Díaz (18 de janeiro de 1992) é uma triatleta mexicana, medalhista nos Jogos Pan-Americanos.